# Ley de Servicios de Comunicación Audiovisual
La Ley 26.522 de Servicios de Comunicación Audiovisual, conocida como Ley de Medios, es una ley que establece las normas para regir el funcionamiento y la distribución de licencias de los medios radiales y televisivos en la República Argentina. Fue promulgada el 10 de octubre de 2009 por la presidenta Cristina Fernández de Kirchner y se constituyó en reemplazo de la Ley de Radiodifusión 22.285 que había sido instituida en 1980 durante la dictadura militar autodenominada Proceso de Reorganización Nacional.
El proyecto original presentado en agosto de 2009 estaba basado en una propuesta de veintiún puntos que había sido presentada por la Coalición por una Radiodifusión Democrática en 2004 y debatida durante un año en 24 foros que se desarrollaron a dicho fin en distintos puntos del país. Luego de que se le realizaran más de 100 modificaciones, fue aprobado en la Cámara de Diputados y el Senado, convirtiéndose en ley. Fue un proyecto de ley altamente polémico, que dio lugar a fuertes apoyos y rechazos; hubo sectores que interpretaron que su verdadera intención no era democratizar los medios, sino destruir el poder del Grupo Clarín, y otorgarle al gobierno nacional el poder para silenciar las críticas de los medios no oficialistas. Para graficar el estado de la opinión pública, la misma semana de la aprobación de la ley, una encuesta de la firma TNS Gallup reveló que el 30 % de los encuestados opinaba que a partir de la sanción, la calidad de la información disponible en los medios empeoraría, mientras que un 25 % pensaba que mejoraría y un 21 % pensaba que no se vería afectada.
El Grupo Clarín impugnó la aplicación de cuatro artículos de la ley (41, 45, 48 y 161) mediante el uso de sucesivas medidas cautelares, lo que paralizó la plena aplicación de la ley durante más de cuatro años. El 29 de octubre de 2013, la Corte Suprema de Justicia dictó un fallo en el que determinó  la constitucionalidad de la ley, pero no fue claro respecto a los requisitos que debían cumplir los grupos mediáticos para sus planes de desinversión. Esta falta de claridad motivó nuevos planteos y medidas cautelares que continuaron impidiendo la aplicación plena de la ley. El Estado argentino intentó iniciar de oficio un plan de desinversión no voluntario al Grupo Clarín. pero este intento fue frenado por la Justicia por la Sala I de la Cámara Nacional de Apelaciones en lo Civil y Comercial Federal, que mediante sentencia del 19 de febrero de 2015 suspendió el procedimiento y mantuvo la medida cautelar vigente a favor del grupo. Finalmente, en diciembre de 2015, mediante un decreto de necesidad y urgencia del presidente Mauricio Macri, se modificaron los artículos que regulaban la venta de licencias, los topes a la cantidad de las mismas que puede poseer un grupo de medios y las restricciones a la propiedad cruzada, entre otros artículos centrales de la ley. La derogación fue confirmada por Ley del Congreso el 6 de abril de 2016, con el voto de todos los legisladores de Cambiemos más el apoyo de distintos sectores del peronismo, como los que respondían a José Manuel de la Sota y a Sergio Massa.

## Texto de la ley

### Primeros artículos
Los artículos que van del 1 al 9 (incluidos ambos), tienen como finalidad marcar el espíritu de la ley, el carácter, la definición de los conceptos y los alcances. Se declara a la actividad de los servicios de comunicación audiovisual como de «interés público», condición que se contrapone a la de «servicio público», promoviendo el desarrollo de esta actividad social pero salvaguardando el derecho humano a la información y a la libertad de expresión.

### Nuevos órganos
La ley en su articulado crea una gran cantidad de nuevos órganos que vienen a reemplazar las funciones del Comité Federal de Radiodifusión (COMFER) pero también a crear espacios relacionados con la creación estatal de contenido y demás. Todos ellos se concentran desde el artículo 10 en adelante.

#### Autoridad Federal de Servicios de Comunicación Audiovisual (AFSCA)
Está contemplado en el articulado entre el 10 y el 14 incluidos. Será conformado por 7 miembros nombrados por el Poder Ejecutivo de la Nación (PEN): el presidente de la AFSCA y un director designados a propuesta por el PEN; tres designados a propuesta por la Comisión Bicameral, con la finalidad de que representen a la primera, segunda y tercera minorías del Congreso Nacional y dos designados a propuesta por el Consejo Federal, de los cuales uno tiene que ser un académico de la comunicación. Sus miembros durarán en el cargo 4 años y deben ser designados con 2 años de anticipación a la asunción del Presidente de la Nación.
Tiene como función ser la «autoridad de aplicación» de la ley, es decir, ser el organismo que se hace cargo de la aplicación diaria de lo estipulado por la ley, más concretamente:
- (a) Pensar los criterios y aprobar los pliegos para las adjudicaciones
- (b) Hacer cumplir las normas administrativas de la ley incluyendo la declaración de caducidad de licencias
- (c) Establecer los criterios para los concursos de adjudicación de licencias
- (d) Responder a los requerimientos de los otros órganos definidos en la ley.

El presupuesto de este organismo está dado por todos los aportes que el Tesoro de la Nación disponga en el Presupuesto Nacional, así como por donaciones puntuales y los fondos por gravámenes que deban pagar los licenciatarios, importes por las multas impuestas por infracciones administrativas, etcétera.
En septiembre de 2012, Martín Sabbatella fue designado por la presidenta Cristina Fernández de Kirchner al frente de la Autoridad Federal de Servicios de Comunicación Audiovisual (AFSCA), con vistas al cumplimiento integral de la Ley de Servicios de Comunicación Audiovisual. Su currículo para acceder a la AFSCA destaca como logros la creación de la oficina anticorrupción, el libre acceso a la información pública y la obligación a los funcionarios de hacer públicas sus declaraciones juradas de bienes.

#### Consejo Federal de Servicios de Comunicación Audiovisual (AFSCA)
Está contemplado en los artículos 15 y 16 y está en la órbita de la AFSCA. Es conformado por un representante por cada provincia y por la Ciudad Autónoma de Buenos Aires; tres representantes de las entidades que agrupen a los prestadores privados de carácter comercial (con fines de lucro); tres representantes de las entidades que agrupen a las prestadoras sin fines de lucro; un representante de las emisoras de las Universidades Nacionales; un representante por las Universidades Nacionales que tengan la carrera de comunicación; un representante de los medios públicos; tres representantes de los sindicatos de los trabajadores de la comunicación; un representante de las sociedades gestoras de derechos de autor y un representante por las comunidades de los Pueblos Originarios. Los representantes duran dos años en su cargo y lo desempeñan de forma honoraria.
Sus funciones son designar dos representantes para la AFSCA y otros dos para Radio y Televisión Argentina S.E.; además tienen la posibilidad de (por voto de 2/3 de sus miembros) remover a cualquiera de los miembros de AFSCA; deben elegir el jurado que otorga las licencias en los concursos; participar en la designación de los criterios para adjudicar licencias y dar un informe detallado tanto frente a la AFSCA como a la comisión bicameral del congreso, entre otras.

#### Consejo Asesor de la Comunicación Audiovisual y la Infancia
Está contemplado en el artículo 17. Lo designará la AFSCA, sus miembros se desempeñan ad honorem y deben ser reconocidos especialistas y organizaciones del ámbito de la adolescencia, infancia y niñez. No hay especificaciones con respecto a quienes lo conformarán ni sobre la duración de los mandatos, cuestiones que están sujetas a la reglamentación que emitirá la AFSCA. Sus funciones serán de asesoramiento a la autoridad de aplicación en cuestiones del respeto tanto de las leyes de trabajo como en el monitoreo del cumplimiento de las normas referidas a la temática de pluralidad y contenido de «pensamiento crítico».

#### Comisión Bicameral de Promoción y Seguimiento de la Comunicación Audiovisual
Está contemplada en el artículo 18 de la ley. Está bajo la órbita del Congreso Nacional y será permanente con la proporcionalidad que disponga el mismo Congreso.
Estará conformada por ocho diputados nacionales y por ocho senadores nacionales. Tiene como funciones proponer tres miembros para AFSCA; proponer tres miembros para Radio y Televisión Argentina S.E.; designar al Defensor del Público y hacerle rendir cuentas; fiscalizar el funcionamiento de los órganos creados por la ley, entre otras.

#### Defensoría del Público de Servicios de Comunicación Audiovisual
Está contemplada en el artículo 19 de la ley. Su designación está reglada por el artículo 20 que reza textualmente: "El titular de la Defensoría del Público será designado por resolución conjunta de ambas Cámaras, a propuesta de la Comisión Bicameral de Promoción y Seguimiento de la Comunicación Audiovisual, debiendo reunir los mismos requisitos que los exigidos para integrar el directorio de la Autoridad Federal de Servicios de Comunicación Audiovisual". Entre sus funciones se encuentran las de representar los intereses de las audiencias de radio y televisión, canalizar reclamos, hacer el seguimiento de los casos e informar a las autoridades pertinentes.

#### Radio y Televisión Argentina S.E.
Está contemplada en el articulado que va desde el 119 al 123 y 131 al 144 (incluidos). Es una Sociedad del Estado que está bajo la órbita del Poder Ejecutivo Nacional, que controlará los medios audiovisuales nacionales de propiedad estatal.
Su directorio tiene una composición idéntica a la de la Autoridad Federal de Servicios de Comunicación Audiovisual (AFSCA) y tiene como función y responsabilidad de ser la organización de producción y distribución de contenido en todo el espectro de medios que formen parte de las licencias del Estado Nacional; en el cumplimiento de su cometido, debe garantizar un 60% de producción de contenido propio y un 20% de producción de contenido independiente en cada una de las señales que administre; debe cumplir con disposiciones de criterio como respetar el pluralismo político, religioso, cultural, lingüístico y social y debe producir contenido relacionado con la actividad del Estado, además de contenido cultural y científico.
Se financia con un 20% de los gravámenes creados por la ley, los fondos por venta de publicidad, lo designado por el Presupuesto Nacional, la comercialización de contenidos, y todo tipo de donaciones específicas.

#### Consejo Consultivo Honorario de los Medios Públicos
Contemplado en los artículos 124 al 130 (inclusive), es un organismo consultivo para la actividad desempeñada por RTA S.E. Está, también, bajo la órbita del PEN.
Está conformado por dos miembros a propuesta de las Universidades Nacionales con carrera en comunicación; tres miembros a propuesta del sindicato con personería gremial con mayor cantidad de afiliados desempeñándose en RTA S.E.; dos a propuesta de las organizaciones no gubernamentales de derechos humanos; seis a propuesta de los gobiernos regionales del NOA, NEA, Cuyo, Centro, Patagonia, Provincia de Buenos Aires y Ciudad Autónoma de Buenos Aires; uno a propuesta del Consejo Federal de Educación; dos a propuesta del Consejo Asesor de la Comunicación Audiovisual y la Infancia y uno a propuesta de los pueblos originarios. Los cargos durarán dos años y su desempeño es honorario.
Se constituyó en septiembre de 2015 con los siguientes integrantes:
- Región Buenos Aires: Juan Courel (Presidente)
- Región Centro: Néstor Adrián Rodríguez
- Región Cuyo: Luis Fernando Márquez
- Región NEA: Silvia Mónica Robles
- Región NOA: Gonzalo Manuel Morales
- Región Patagonia: Cristian Alberto Aliaga
- Consejo Universitario Nacional: Mario Roberto Giorgi y Daniela Inés Monje
- Confederación Sindical de Trabajadores de los Medios de Comunicación Social (COSITMECOS): Rolando Fabio Conte, Alejandro Carlos Ruiz y Ricardo Daniel Vernazza
- Organismos de Derechos Humanos: Manuel Barrientos y Giselle Laura Tepper
- Consejo Federal de Educación: Graciela Yolanda Bar
- Consejo Asesor de la Comunicación Audiovisual y la Infancia: Alicia Ramos y Cielo Salviolo
- Pueblos Originarios: Jessica Millalonco

Su presidente es el exsecretario de Comunicación Pública de la provincia de Buenos Aires, Juan Courel.

### Sobre las licencias
La ley reconoce tres tipos de prestadores capaces de brindar servicios audiovisuales: la administración estatal, administración privada con fines de lucro, y administración privada sin fines de lucro. En este sentido hay una serie de condiciones para ser licenciatarios:

#### Composición societaria
El término «composición societaria» refiere a la distribución de los accionistas que forman parte de una «persona de existencia ideal» (equivale a decir una persona jurídica), que pueden ser tanto otras personas de existencia ideal como así «personas de existencia visible». La finalidad de todo el articulado referido a este tema es la transparencia de quienes pueden participar de los concursos para ser licenciatarios. Se les prohíbe ser funcionarios políticos, miembros de alguna fuerza de seguridad, ser legislador ni magistrado judicial; haber sido funcionario durante la dictadura militar; deben poder demostrar el origen de sus fondos; ser capaz, mayor de edad, argentino nativo o por opción, o naturalizado con más de 5 años de residencia; no estar incapacitado jurídicamente para comerciar o ser deudor/moroso; no ser director, administrador o accionista con más del 10% de una persona jurídica prestadora de licencia, concesión o permiso de un servicio público nacional, provincial o municipal; también está prohibido que del capital de la persona de existencia ideal licenciataria pueda tener una participación mayor al 30% de capital extranjero.

#### Condiciones de licencia
Un concurso público determinará a quién se le adjudica la licencia para operar cada frecuencia. Se determina en el artículo 41 que esta persona, si es de existencia ideal sin fines de lucro, no podrá transferir la licencia; en caso de ser una persona de existencia ideal con fines de lucro podrá vender sólo a partir del quinto año, siempre y cuando se mantenga el 50% de las acciones en manos de la persona de existencia ideal originaria y esta operación sea necesaria para garantizar el servicio.
Otra cuestión importante es abordada en los artículos 39 y 40: el período o duración de las licencias que se otorguen será de 10 años, con posibilidad de una única prórroga de otros 10 años más, sin que esto impida que esa misma persona de existencia ideal pueda presentarse nuevamente a concurso una vez vencida su concesión.
En el artículo 37 se señala que ciertas personas de existencia ideal reciben las licencias de forma directa, a demanda y en coherencia con la capacidad del espectro radioeléctrico: las de derecho público estatal; las Universidades nacionales e Institutos universitarios nacionales; los Pueblos originarios y la Iglesia católica.

#### Distribución del espectro radioeléctrico
Según lo dispuesto por el artículo 89 el espectro radioeléctrico respetará la pluralidad de los tres tipos de licenciatarios de la siguiente manera: un 33% del espectro tanto en televisión como en radio, corresponderá a las personas de existencia ideal sin fines de lucro; el Estado se reservará la cantidad de licencias necesarias para asegurar el cumplimiento de los objetivos de RTA S.E.; para cada Estado provincial y de la Ciudad Autónoma de Buenos Aires, se reserva una frecuencia AM, una frecuencia FM y una (1) frecuencia de televisión abierta con sus respectivas repetidoras para cubrir la totalidad del territorio; para cada municipio se reserva una frecuencia de FM; para las Universidades Nacionales, en su territorio tienen una frecuencia de radio y una frecuencia de televisión abierta; los pueblos originarios tienen, en su territorio, licencias para una frecuencia de televisión abierta, una frecuencia de AM y una frecuencia de FM.

#### Multiplicidad de licencias
En el artículo 45 se establecieron límites a la capacidad de las personas de existencia ideal para concentrar licencias de frecuencias. En el artículo 46 se determinan las licencias que quedan fuera de la norma de multiplicidad del artículo anterior, es decir aquellas como la televisión móvil y la radiodifusión por satélite, exigiendo que la persona de existencia ideal titular no esté explotando alguna otra licencia. El artículo 47 obligaba a la AFSCA a confeccionar un informe bianual ante la Comisión Bicameral y el PEN sobre el estado de explotación del espectro radioeléctrico, con la finalidad de proponer mejoras en la distribución de la multiplicidad de licencias, siempre preservando los derechos de los licenciatarios.
Toda esta regulación se vio alterada desde diciembre de 2015 cuando se disolvió la AFSCA, perdiendo así vigencia el art. 47. Finalmente, por decreto 70/2023 se derogó el art. 46 y se modificó el art. 45 estableciendo nuevos límites: "En ningún caso la suma total de licencias otorgadas en la misma área primaria de servicio o conjunto de ellas que se superpongan de modo mayoritario podrá exceder la cantidad de CUATRO (4) licencias.”

### Registros públicos
La autoridad de aplicación confeccionará —según lo especificado en el artículo 58— un listado público de aquellas personas de existencia ideal licenciatarias y de producción de contenido audiovisual; de acuerdo con lo establecido en el artículo 59, también llevará un listado público de las personas de existencia ideal que sean agencias de publicidad y productoras de publicidad, para que estas puedan entrar en el mercado.

### Digitalización
El Poder Ejecutivo Nacional tiene la responsabilidad, dentro de 180 días desde la implementación de la ley, de aprobar el «Plan Nacional de Servicios de Comunicación Audiovisual Digital» que proponga la disposición del plan digital, respetando lo estipulado por la ley y demarcar una fecha límite para el «apagón analógico», es decir, para cuando los licenciatarios de televisión dejen de transmitir simultáneamente de forma analógica y digital y pasen a hacer, únicamente, transmisión digital. Estas disposiciones corresponden al artículo 93 de la ley.

### Régimen de sanciones
El régimen de faltas y sanciones se establece en los artículos 101 al 118 (inclusive). Se detallan las faltas leves, graves, de reiteración, no respeto de los horarios de protección al menor, entre otras; las respectivas sanciones y la obligatoriedad de publicar dichas sanciones.

### Abono social
En el artículo 73 se define la obligación de las personas de existencia ideal prestadoras de servicios de cable de otorgar un paquete básico de canales a un precio módico.

### Sobre las cuotas y clasificaciones
En el artículo 65 se trata el tema de los «cupos de contenido» para los distintos licenciatarios, según el tipo de licencia que explotan y el tipo de persona de existencia ideal que está explotando la licencia:
- Los licenciatarios de radio deberán emitir un 70% de contenido de producción nacional dentro de la programación; un 30% de la música transmitida debe ser de origen nacional, del cual un 50% debe ser de carácter independiente; deben tener un mínimo de producción propia del 50% con informativos locales. Las emisoras de estados provinciales, Ciudad Autónoma, municipios y universidades, deben tener una producción nacional y propia de al menos 60% y emitir al menos un 20% de programación destinada a contenido educativo, cultural y de bien público.
- Los licenciatarios privados de televisión deben emitir reproducir un mínimo del 60% de contenido nacional; un 30% de contenido propio con informativo local y un 30%, 15% o 10% de contenido local independiente, según la categoría de ciudad medida en la cantidad de habitantes.

En otros artículos, como en el 67, se establecen pautas de contenido. Por ejemplo, se procura el fomento del cine nacional estableciendo la obligatoriedad de estrenar al menos ocho largometrajes de producción nacional al año. En el artículo 68 se establecen horarios límites y criterios para la protección de los menores de edad en su relación con los servicios de comunicación audiovisual. En los artículos 77 y 78 se obliga a confeccionar una lista de eventos de interés público para garantizar su transmisión por aire; en el 78 se marcan los criterios para la confección de esa lista y en los artículos 81 y 82 se trata el tema de la publicidad, regulando su producción y el tiempo límite de emisión en los medios.

### Sobre los medios de las Universidades Nacionales y los pueblos originarios
Además de obtener en forma automática licencias para la explotación de frecuencias, al considerarlos a ambos de interés para la preservación de la pluralidad, el Estado contribuye al financiamiento (artículos 146 y 152) de estas personas físicas de existencia ideal, con aportes del Presupuesto Nacional, además de lo que obtengan en la misma explotación de sus frecuencias. Según lo dispuesto en el artículo 150 se otorgarán a los licenciatarios universitarios el derecho de utilizar el contenido transmitido por cualquiera de las vías de RTA S.E y la responsabilidad de generar por sí mismas un mínimo del 60% del contenido en su programación

### Disposiciones complementarias (últimos artículos)
En el artículo 161 se dispone que desde la organización de la AFSCA, una vez que esta determine sus reglamentos internos, corre un plazo de un año para la adecuación de todas las licencias, quedando los infractores en situación de ser sancionados por la autoridad de aplicación. Por el artículo 154 se transfiere al ámbito de la AFSCA el Instituto Superior de Enseñanza Radiofónica (ISER), con la finalidad de equipararlo con los institutos de formación reconocidos por el Ministerio de Educación Nacional.

## Historia

### Antecedentes

#### Las leyes de 1957 y 1980
En 1957 se sancionó el Decreto Ley Nacional de Radiodifusión y Televisión. Después en 1965 el decreto reglamentario 5490/65, señalaba entre otras cosas que los contenidos de las transmisiones quedaban enmarcados en una serie de normas; cuyo cumplimiento debería ser fiscalizado por el Consejo Nacional de Radio y Televisión (CONART).
La Ley Nacional de Telecomunicaciones n°. 19.798, sancionada el 22 de agosto de 1972 dio origen al Comité Federal de Radiodifusión (COMFER), sustituyendo a la CONART. La ley Nacional de Radiodifusión n°. 22.285 fue promulgada el 15 de septiembre de 1980, durante el Proceso de Reorganización Nacional, derogando la Ley n°. 19.798 y reglamentando las pautas para los servicios de radiodifusión en todo el territorio de la República Argentina. Esta ley llevaba la firma de, entre otras personas, Jorge Rafael Videla, Albano Harguindeguy y José Alfredo Martínez de Hoz.
La ley 22.285 contemplaba en su artículo 7 una limitación al derecho a la libertad de expresión al anteponer a la misma las llamadas «necesidades de la seguridad nacional».

Los servicios de radiodifusión deberán difundir la información y prestar la colaboración que les sea requerida, para satisfacer las necesidades de la seguridad nacional. A esos efectos el Poder Ejecutivo Nacional podrá establecer restricciones temporales al uso y a la prestación de todos los servicios previstos por esta Ley.
Artículo 7 de la Ley Nacional de Radiodifusión no. 22.285

Las leyes de 1957 y 1980 establecieron, en su artículo 45, que sólo podían ser titulares de licencias personas individuales o sociedades comerciales, exceptuando a las empresas periodísticas (inciso E). No se permitía que las organizaciones sin fines de lucro (religiosas, sindicales, culturales, cooperativas, etcétera) pudieran ser titulares de radios o canales de televisión. Tampoco a las universidades se les permitía tener radios o televisiones, con excepción de las que ya las tuvieran instaladas, las que a su vez tenían severas restricciones en materia de publicidad (artículo 107). Con respecto a las provincias y municipios, la ley solo les permitía tener un servicio de radio y sin publicidad (artículo 107).
Las leyes de 1957 y 1980 tenían el objetivo de tener un sistema de medios de comunicación comercial, controlados por las Fuerzas Armadas bajo la Doctrina de la Seguridad Nacional. Para ello ordenó la privatización masiva de las señales en un plazo de tres años (artículo 106).

#### El COMFER
La ley 22.285 creó el Comité Federal de Radiodifusión (COMFER) como autoridad de aplicación, con las funciones de «controlar los servicios de radiodifusión, en sus aspectos culturales, artísticos, legales, comerciales y administrativos», «supervisar la programación y el contenido de las emisiones» y «calificar en forma periódica a las estaciones».
La Ley n°. 22.285 estableció que el COMFER estaría dirigido por un directorio integrado por siete miembros, cada uno de ellos representante de los siguientes sectores:
- Ejército Argentino
- Armada Argentina
- Fuerza Aérea Argentina
- Secretaría de Información Pública
- Secretaría de Estado de Comunicaciones
- La asociación de licenciatarios de radio
- La asociación de licenciatarios de televisión.

La ley establece también que el directorio debe ser asesorado por una comisión integrada por representantes de todos los ministerios del gobierno nacional y de la Secretaría de Inteligencia de Estado (SIDE).

#### Situación luego de la recuperación de la democracia
Existió, desde la recuperación de la democracia en 1983, un amplio consenso acerca de la necesidad de derogar y sustituir la norma de la dictadura, sancionando una nueva ley en consonancia con las necesidades cívicas y participativas del sistema democrático. Los presidentes Raúl Alfonsín (1988) y Fernando de la Rúa (2001) presentaron sendos proyectos de ley que nunca pudieron ser tratados, pues estuvieron siempre afectados por fuertes presiones por parte de los intereses involucrados.
Ya en 1984, al poco tiempo de iniciado el nuevo período democrático, el presidente Raúl Alfonsín dispuso su intervención hasta la sanción de la nueva ley de radiodifusión. Debido a que dicha ley no fue sancionada, el COMFER permaneció intervenido por el Poder Ejecutivo Nacional desde entonces y hasta 2009 en que fuera reemplazado por la Autoridad Federal de Servicios de Comunicación Audiovisual (AFSCA). A su vez, en diciembre de 2015, también este organismo fue intervenido por el Poder Ejecutivo y en enero de 2016 fue reemplazado por el Ente Nacional de Comunicaciones (ENACOM), que es desde entonces la autoridad de aplicación en todo lo referido a los Servicios de Comunicación Audiovisual.
Durante el gobierno de Carlos Menem se realizaron algunas modificaciones orientadas al proceso de privatización de señales, que permitieron la concentración de las mismas en grandes multimedios y facilitaron la actuación de empresas extranjeras. Una de las más importantes fue la autorización a las empresas de periodismo para ser titulares de radios y canales de televisión (Ley 23.696 de Reforma del Estado, artículo 65). También se autorizó la difusión de publicidad producida fuera del país (Resolución 1226/93), se habilitaron mecanismos para poder transmitir en idiomas extranjeros y se flexibilizaron las restricciones para realizar juegos de azar (Decreto 1062/98).
En agosto de 2005, durante el gobierno de Néstor Kirchner, se sancionó la Ley 26.053 para permitir que las cooperativas pudieran acceder a licencias. Mediante esta ley, se modificó el texto del artículo 45 de la Ley de Radiodifusión, permitiendo acceder a las licencias a personas y entidades sin fines de lucro prestadoras de servicios públicos, contemplando la realidad planteada por numerosas cooperativas de electricidad del interior del país que pretendían brindar servicios de radiodifusión en sus diferentes variantes.
Desde la recuperación de la democracia en 1983, existió un amplio consenso sobre la necesidad de derogar la norma de la dictadura y sancionar una nueva ley, en consonancia con las necesidades cívicas y participativas de la democracia. En este tiempo se presentaron en total 40 proyectos de leyes para reemplazar el Decreto Ley de la dictadura. Los proyectos de mayor importancia fueron los presentados por los presidentes Raúl Alfonsín en 1988 y Fernando de la Rúa en 2001, que no pudieron ser tratados, afectados por fuertes presiones por parte de los intereses creados, especialmente de titulares de multimedios.

## Proceso legislativo

#### Coalición por una Radiodifusión Democrática

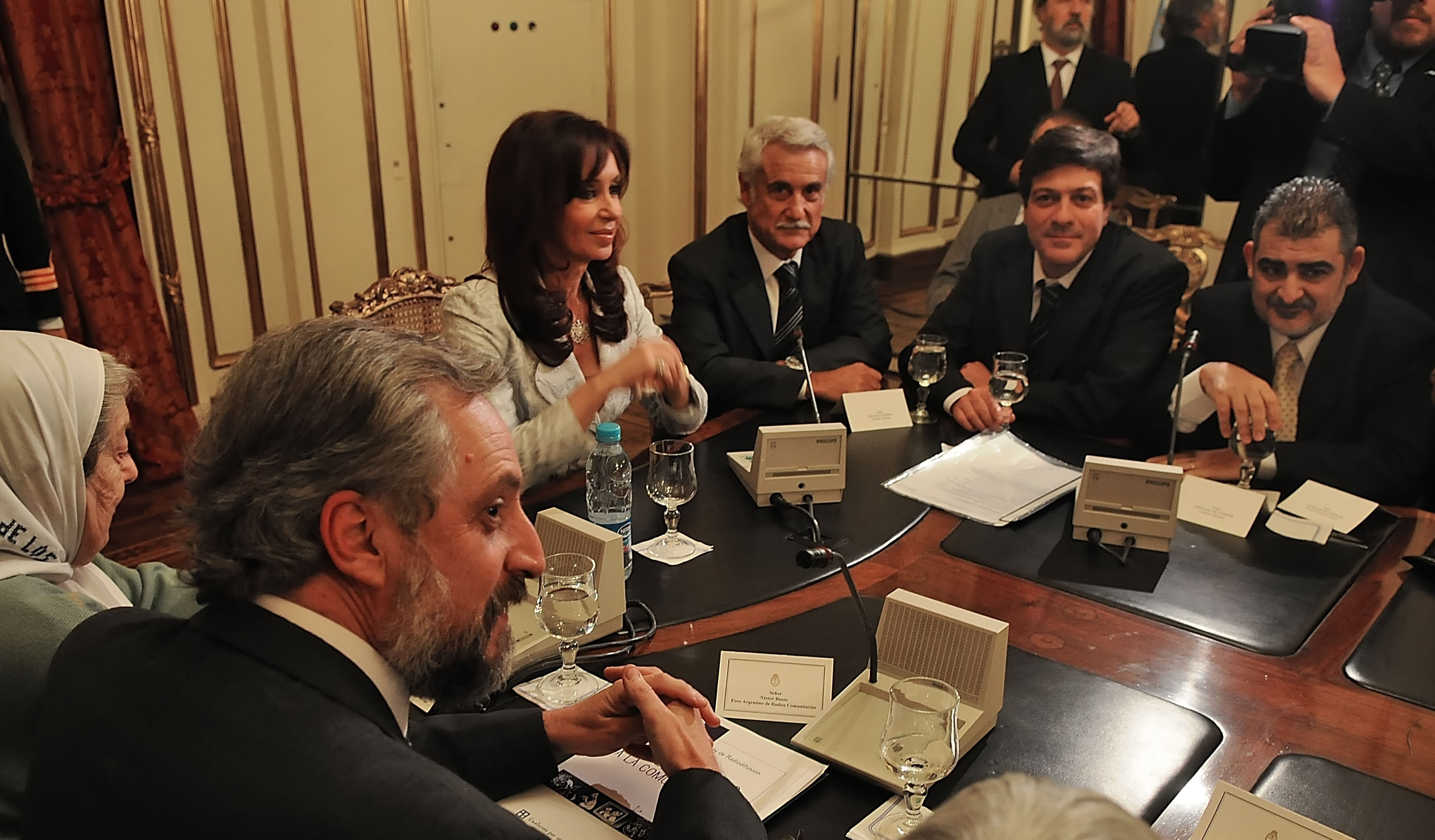
La presidenta Cristina Fernández de Kirchner junto con el secretario de Medios, Enrique Albistur, el titular del COMFER, Gabriel Mariotto y Hebe de Bonafini como representante de la Coalición por una Radiodifusión Democrática.

La Coalición por una Radiodifusión Democrática fue un grupo de más de 300 organizaciones sociales, comunitarias, de derechos humanos, sindicales y de pequeñas y medianas empresas que propulsaron la sanción de la ley, dando a conocer el día 27 de agosto de 2004 una lista de 21 puntos básicos que, según su criterio, debía tener la nueva ley de radiodifusión que reemplazara a la Ley 22.285.

#### Proyecto legislativo
La sanción de una nueva ley de radiodifusión había sido uno de los puntos que figuraban en la plataforma electoral presentada por el Frente para la Victoria para las elecciones presidenciales de 2007.
En 2009, el gobierno impulsó un proyecto de Ley de Servicios de Comunicación Audiovisual para reemplazar a la legislación entonces vigente. Según sus impulsores, el propósito de la misma era desconcentrar el mercado de la radiodifusión y facilitar la entrada al mismo de nuevos inversores, medios comunitarios y asociaciones sin fines de lucro —entonces imposibilitadas de hacerlo— y también contemplar nuevas tecnologías como la digitalización. El texto propuesto se redactó sobre la base de los «veintiún puntos básicos por el derecho a la comunicación».

#### Aprobación en la Cámara de Diputados
El 16 de septiembre de 2009 se trató el proyecto de ley en la Cámara de Diputados. Los bloques de la Unión Cívica Radical, la Coalición Cívica (confederación), Propuesta Republicana (PRO) y del peronismo disidente (duhaldismo, felipismo y denarvaísmo, entre otros), expresaron objeciones reglamentarias y luego abandonaron la sesión. Finalmente, tras catorce horas de debate, a la 1:20 de la mañana del 17 de septiembre, el proyecto fue aprobado en general por 147 votos a favor, 4 en contra y una abstención.
Los votos positivos provinieron del bloque oficialista Frente para la Victoria/Partido Justicialista y de varios bloques opositores como el Partido Socialista, Encuentro Popular y Social (sabatellismo), Solidaridad e Igualdad (SI), Partido Nuevo Contra la Corrupción (juecismo), el interbloque Partido de la Concertación - FORJA, el Frente Cívico por Santiago y Proyecto Sur, entre otros.
Los cuatro votos negativos provinieron del bloque del Movimiento Popular Neuquino (tres votos) y un voto en disidencia con su partido de una diputada socialista. Hubo una abstención por parte del diputado de Diálogo por Buenos Aires (Miguel Bonasso).

#### Aprobación en el Senado
El viernes 9 de octubre se inició el tratamiento del proyecto que ya contaba con media sanción en la Cámara deDiputados. En una larga sesión que se extendió por aproximadamente veinte horas  el Senado de la Nación convirtió en ley el proyecto. El texto fue aprobado en general con 44 votos a favor y 24 en contra.

## Aplicación de la Ley de Servicios de Comunicación Audiovisual
El 14 de noviembre de 2012, en su condición de titular de la Autoridad Federal de Servicios de Comunicación Audiovisual (AFSCA), Sabbatella brindó una conferencia de prensa en la que dio detalles sobre la aplicación de la Ley de Servicios de Comunicación Audiovisual. Durante la conferencia, detalló que quienes estaban incumpliendo la Ley de Medios en ese momento eran los grupos Grupo Clarín, Uno, Cadena 3, Pampa Difusora, ICK, Prisa, DirecTV, Telefe, Cadena Eco, C5N, Telecentro, Indalo, Radiodifusión Cero, Red Intercable y Radiovisión Jujuy, además de un determinado número de otras empresas que figuraban bajo los nombres de «Schroeder» en Neuquén, «Alejandro Tirachini», «Jorge Nemesio» y «Roberto Ferraris». En tanto la mayoría de estos grupos o empresas ya había presentado planes de desinversión voluntaria. Los que no lo habían hecho, no obstante, expresaban su voluntad de hacerlo hasta la fecha indicada por la Corte Suprema, con excepción del Grupo Clarín. También explicó que hasta el 7 de diciembre los mencionados grupos empresarios podrían presentar sus planes de «adecuación voluntaria», y que, pasada dicha fecha, el AFSCA abriría el proceso de tasación de las licencias de aquellos grupos que no hubieran presentado sus planes en tiempo y forma.
El Gobierno ya venía haciendo una fuerte campaña publicitaria sobre esa fecha a la que llamaban "el 7D", había ordenado la producción de merchandising con esa inscripción "7D" para sus militantes y hasta organizó un festival musical para días después en el que actuarían conocidos artista populares "festejando" el inicio de la aplicación plena de la ley.
Los planes del Gobierno quedaron sin efecto un día antes de la fecha prevista, el 6 de diciembre de 2012, cuando un nuevo fallo de la Justicia extendió la medida cautelar que mantenía suspendido el artículo 161 de la Ley de Medios «hasta que se dicte una sentencia definitiva en la causa». El 29 de octubre de 2013, la Corte Suprema de Justicia dictó el primer fallo que puede considerarse "definitivo". En el mismo determinó la constitucionalidad de la ley, pero mantuvo silencio respecto a los requisitos que debían cumplir los grupos mediáticos para sus planes de desinversión, por no haber integrado la litis este punto en particular. Esta falta de definición motivó nuevos planteos y medidas cautelares que continuaron impidiendo la aplicación plena de la ley. 
El 4 de enero de 2016, la ley fue modificada por un decreto del presidente Mauricio Macri.La modificación alcanzó los puntos centrales, como los artículos que regulaban la venta de licencias, fijaban topes a la cantidad de las mismas que puede poseer un grupo de medios y establecían restricciones a la propiedad privada, Se creó el Ente Nacional de Comunicaciones (ENACOM) en reemplazo de la Autoridad Federal de Servicios de Comunicación Audiovisual (AFSCA) y la Autoridad Federal de Tecnologías de la Información y las Comunicaciones (AFTIC), y se introdujeron varios cambios en la Ley 26.522. Se modificó el artículo 41 permitiendo la venta de medios audiovisuales y facilitando la integración de cadenas de privadas de medios. También se modificó el artículo 45, permitiendo la propiedad cruzada de medios de televisión por cable y abierta, se eliminaron los topes a la cantidad de ciudades en las que podía operar una misma empresa de televisión por cable, y se permite a los licenciatarios pedir la extensión de sus licencias por 10 años, sin importar la fecha actual de vencimiento. Por último, se permitió a las empresas de telefonía fija y móvil acceder al mercado de la televisión paga.
Estas modificaciones fueron finalmente confirmadas por Ley del Congreso el 6 de abril de 2016, con el voto de todos los legisladores de Cambiemos más el apoyo de distintos sectores del peronismo, como los que respondían a José Manuel de la Sota y a Sergio Massa. El 8 de abril de 2016 un grupo de expertos en políticas de comunicación, representantes de instituciones académicas, de medios de comunicación comunitarios, cooperativos y comerciales, la Coalición por una Comunicación Democrática y el Centro de Estudios Legales y Sociales (CELS),  se presentaron en una audiencia frente a la Comisión Interamericana de Derechos Humanos, de la que también participaron representantes del Estado, elevando un petitorio  en relación con las consecuencias de los decretos presidenciales de 2015 que habían modificado la LSCA. La reunión de la OEA, con intervención del CIDH se realizó el 8 de abril de 2016, dos días después de que todo lo obrado por decreto fuera convalidado por ley del Congreso y, más allá de darse una duro debate entre representantes del gobierno y la oposición, no hubo ninguna medida tomada por parte de los organismos internacionales.
En julio de 2017, el caso llegó a la Corte Suprema, mediante un amparo de una radioemisora llamada "FM En Tránsito" en el que le exigía a la Justicia la adjudicación de la licencia que había sido revocada por el decreto de creación del ENACOM. Se pretendía de esta manera obligar a la Corte a pronunciarse sobre la constitucionalidad del decreto.No obstante, la Corte falló a favor de FM En Tránsito otorgándole la licencia por considerar que tenía un derecho adquirido pero, al mismo tiempo, declaró abstracta la cuestión sobre la constitucionalidad del decreto impugnado, toda vez que el mismo había sido ratificado en legal forma por el Poder Legislativo.

Así, diez años después de su sanción, quedaba muy poco en pie del proyecto original de la Ley de Medios. El candidato a presidente Alberto Fernández, que había sido uno de los pocos miembros del kirchnerismo que se habían opuesto a la ley, argumentó en una nota con Tiempo Argentino que el fracaso de la iniciativa se debió a que las organizaciones sin fines de lucro no deben manejar proyectos comerciales:
Si el Grupo Clarín, como consecuencia de esto, tiene alguna posición dominante o alguna posición para-monopólica o cuasi-monopólica, se resuelve con las leyes de Defensa de la Competencia y de Defensa del Consumidor. Y esas son las leyes que tenemos que utilizar para ver si el Grupo Clarín incumple algunas de esas cosas. Pero no se resuelve eso con la ley de Medios. La Ley de Medios puede ser una gran herramienta si es que queremos multiplicar voces, y si queremos promover algo que, recuerdo, en esencia es un negocio. Porque ese fue uno de los errores de la Ley. Cuando la Ley dice que un tercio del espectro debe estar en manos de ONGs y de entidades sin fines de lucro. Porque no podés dejar en manos de una entidad sin fines de lucro un proyecto comercial. No es posible eso. (...)
El error es pensar que puede una ONG tener una radio y competir con una radio que tiene una capacidad de contratación de locutores, de periodistas, de músicos, infinitamente mayor. Porque entonces nosotros creamos dos radios pero hay una que concentra la atención del público. Eso es el resultado de no advertir que los medios de comunicación son negocios. En la sociedad moderna son un negocio. (...) La ley de Medios no sirvió para aquello que quería servir.
Alberto Fernández, 26 de mayo de 2019.

## Desarrollo del proceso judicial sobre la constitucionalidad de la ley
El 22 de mayo de 2012, la Corte Suprema de Justicia, por decisión unánime, estableció un plazo concreto para el cumplimiento de artículos de la ley cuya aplicación se encontraba suspendida por las medidas cautelares solicitadas por el Grupo Clarín. La Corte fijó para el 7 de diciembre de 2012 el plazo límite para el vencimiento de dichas medidas cautelares, aduciendo que estas «son resoluciones jurisdiccionales precarias y no pueden sustituir la solución de fondo porque afectan la seguridad jurídica». De este modo, la resolución del caso «Grupo Clarín SA y otros sobre medidas cautelares» ordenaba que se aplicara el artículo 161 de la ley, que obliga a la desinversión en el caso de multiplicidad de licencias, estableciéndose que vencido el plazo serían aplicables las medidas que al incumplimiento correspondiesen». De las aproximadamente 300 licencias que poseía el Grupo Clarín en ese momento, podría mantener un máximo de 24, debiendo deshacerse de las demás.
El 29 de noviembre de 2012 la Corte Suprema de Justicia declaró «inadmisible» una nueva medida cautelar solicitada por el Grupo Clarín e instó al juez de primera instancia a dictar fallo definitivo sobre la cuestión de fondo, esto es, sobre la constitucionalidad de la Ley de Medios.
El 6 de diciembre de 2012 los jueces Francisco de las Carreras y Susana Najurieta, de la Sala 1 de la Cámara Civil y Comercial Federal, extendieron la medida cautelar que mantenía suspendido el artículo 161 de la Ley de Medios «hasta que se dicte una sentencia definitiva en la causa».
El 7 de diciembre de 2012, el gobierno denunció al juez De las Carreras por supuestas dádivas y cohecho.
El 8 de diciembre de 2012, el gobierno presentó un per saltum ante la Corte Suprema de Justicia de la Nación. El 8 de diciembre de 2012 fue rechazado por no existir fallo en primera instancia, lo que dejaba abierta «la vía del recurso extraordinario». Además del per saltum, la Corte Suprema también desestimó un recurso de «avocación» interpuesto por Martín Sabbatella.
El 14 de diciembre de 2012, el juez federal del Juzgado 1 en lo Civil y Comercial, Horacio Alfonso, declaró constitucionales los artículos 41, 45, 48, segundo párrafo, y 161 de la Ley de Medios. El Grupo Clarín adelantó que apelaría el fallo.

El 2 de julio de 2013, la Corte Suprema de Justicia envió a la procuradora Alejandra Gils Carbó la causa por la Ley de Medios para que emitiera opinión sobre la declaración de una inconstitucionalidad parcial decretada por la Cámara Civil y Comercial Federal. El 12 de julio de 2013 la procuradora se pronunció a favor de la constitucionalidad de toda la Ley de Medios manifestando:
La libertad de empresa de los medios de comunicación no puede jugar en el plano del derecho constitucional un papel autónomo desligado de la efectividad del entramado de derechos, garantías y valores que la Constitución Nacional consagra en beneficio de toda la ciudadanía. Sin embargo, la sentencia recurrida se enfoca en el interés pecuniario de las empresas actoras a llevar adelante sus actividades sin injerencias, e incluso interpreta que esta exclusión del poder estatal constituye una garantía para su libertad de expresión.
El 29 de agosto de 2013, la Corte Suprema de Justicia convocó a una audiencia pública para profundizar el análisis de la Ley de Medios, antes de emitir un fallo que avalara o declarara inconstitucional los artículos que entonces permanecían suspendidos. Dicha audiencia tuvo lugar el 28 de agosto en el Palacio de Justicia y en ella expusieron sus argumentos los representantes de Gobierno nacional, del Grupo Clarín y de organizaciones de la sociedad civil.
El 29 de octubre de 2013 la Corte Suprema de Justicia dictó el fallo final sobre la constitucionalidad de la ley.  En la opinión de la mayoría de los miembros de la Corte —Ricardo Lorenzetti, Elena Highton de Nolasco, Enrique Petracchi y Eugenio Zaffaroni— los artículos 41, 45, 48 y 161, cuestionados por el Grupo Clarín, eran válidos. En este aspecto, hubo dos disidencias parciales: Carmen Argibay opinó que «las limitaciones de la ley (contenidas en el artículo 45) son constitucionales, son inconstitucionales los artículos 48 y 161». Por parte de Juan Carlos Maqueda la disidencia fue en sentido análogo, declarando que «las disposiciones de la ley que obligan a la actora a desprenderse de las licencias que le fueran otorgadas y prorrogadas por el Estado Nacional en el período 1996/2007 violan los derechos constitucionales de propiedad». El resto de la corte opinó que es constitucional el art. 45. Apartado 1, inc. c) (24 licencias de cable); Apartado 1, párrafo final (35% del total de habitantes o abonados); Apartado 1, inc b) (no ser titular de más de una señal de contenidos);  Apartado 2, incisos c y d (licencia de cable o 1 licencia de TV abierta en orden local); Apartado 2, párrafo final (3 licencias locales); Apartado 3, en su totalidad (1 señal de contenido para titulares de licencias de radio y tv abierta y 1 señal propia para los titulares de licencias de cable). Sólo Carlos Fayt votó en disidencia, opinando que «son inconstitucionales los artículos 41, 45, 48 y 161 y, por ello, no se aplica ninguna limitación y no hay obligación de desinvertir».

## Modificaciones
El 4 de enero de 2016, la ley fue modificada por un decreto del presidente Mauricio Macri. La modificación alcanzó los puntos centrales, como los artículos que regulaban la venta de licencias, fijaban topes a la cantidad de las mismas que puede poseer un grupo de medios y establecían restricciones a la propiedad privada, Se creó el Ente Nacional de Comunicaciones (ENACOM) en reemplazo de la Autoridad Federal de Servicios de Comunicación Audiovisual (AFSCA) y la Autoridad Federal de Tecnologías de la Información y las Comunicaciones (AFTIC), y se introdujeron varios cambios en la Ley 26.522. Se modificó el artículo 41 permitiendo la venta de medios audiovisuales y facilitando la integración de cadenas de privadas de medios. También se modificó el artículo 45, permitiendo la propiedad cruzada de medios de televisión por cable y abierta, se eliminaron los topes a la cantidad de ciudades en las que podía operar una misma empresa de televisión por cable, y se permite a los licenciatarios pedir la extensión de sus licencias por 10 años, sin importar la fecha actual de vencimiento. Por último, se permitió a las empresas de telefonía fija y móvil acceder al mercado de la televisión paga.
Estas modificaciones fueron finalmente confirmadas por Ley del Congreso el 6 de abril de 2016, con el voto de todos los legisladores de Cambiemos más el apoyo de distintos sectores del peronismo, como los que respondían a José Manuel de la Sota y a Sergio Massa. El 8 de abril de 2016 un grupo de expertos en políticas de comunicación, representantes de instituciones académicas, de medios de comunicación comunitarios, cooperativos y comerciales, la Coalición por una Comunicación Democrática y el Centro de Estudios Legales y Sociales (CELS),  se presentaron en una audiencia frente a la Comisión Interamericana de Derechos Humanos, de la que también participaron representantes del Estado, elevando un petitorio  en relación con las consecuencias de los decretos presidenciales de 2015 que habían modificado la LSCA. La reunión de la OEA, con intervención del CIDH se realizó el 8 de abril de 2016, dos días después de que todo lo obrado por decreto fuera convalidado por ley del Congreso y, más allá de darse una duro debate entre representantes del gobierno y la oposición, no hubo ninguna medida tomada por parte de los organismos internacionales. 
En julio de 2017, el caso llegó a la Corte Suprema, mediante un amparo de una radioemisora llamada "FM En Tránsito" en el que le exigía a la Justicia la adjudicación de la licencia que había sido revocada por el decreto de creación del ENACOM. Se pretendía de esta manera obligar a la Corte a pronunciarse sobre la constitucionalidad del decreto.No obstante, la Corte falló a favor de FM En Tránsito otorgándole la licencia por considerar que tenía un derecho adquirido pero, al mismo tiempo, declaró abstracta la cuestión sobre la constitucionalidad del decreto impugnado, toda vez que el mismo había sido ratificado en legal forma por el Poder Legislativo.

Así, diez años después de su sanción, quedaba muy poco en pie del proyecto original de la Ley de Medios. El candidato a presidente Alberto Fernández, que había sido uno de los pocos miembros del kirchnerismo que se habían opuesto a la ley, argumentó en una nota con Tiempo Argentino que el fracaso de la iniciativa se debió a que las organizaciones sin fines de lucro no tienen la capacidad para manejar proyectos comerciales:
Si el Grupo Clarín, como consecuencia de esto, tiene alguna posición dominante o alguna posición para-monopólica o cuasi-monopólica, se resuelve con las leyes de Defensa de la Competencia y de Defensa del Consumidor. Y esas son las leyes que tenemos que utilizar para ver si el Grupo Clarín incumple algunas de esas cosas. Pero no se resuelve eso con la ley de Medios. La Ley de Medios puede ser una gran herramienta si es que queremos multiplicar voces, y si queremos promover algo que, recuerdo, en esencia es un negocio. Porque ese fue uno de los errores de la Ley. Cuando la Ley dice que un tercio del espectro debe estar en manos de ONGs y de entidades sin fines de lucro. Porque no podés dejar en manos de una entidad sin fines de lucro un proyecto comercial. No es posible eso. (...)
El error es pensar que puede una ONG tener una radio y competir con una radio que tiene una capacidad de contratación de locutores, de periodistas, de músicos, infinitamente mayor. Porque entonces nosotros creamos dos radios pero hay una que concentra la atención del público. Eso es el resultado de no advertir que los medios de comunicación son negocios. En la sociedad moderna son un negocio. (...) La ley de Medios no sirvió para aquello que quería servir.
Alberto Fernández, 26 de mayo de 2019.